# Mompach
Mompach (en luxembourgeois : Mompech) est une section, une ancienne commune et un village de la commune luxembourgeoise de Rosport-Mompach située dans le canton d'Echternach.

## Géographie
La commune de Mompach comprenait les sections de Born, Herborn, Moersdorf et Mompach (chef-lieu), ainsi que le village de Givenich.
Elle était délimitée à l’est par la frontière allemande.
|            | Rosport |                     |
| Bech       | Mompach | Langsur (Allemagne) |
| Manternach |         | Mertert             |

## Histoire
Le 1er janvier 2018, la commune fusionne avec Rosport pour former la nouvelle commune de Rosport-Mompach,.

## Économie
La commune faisait partie de la zone d'appellation du Crémant de Luxembourg.

## Population et société

### Démographie
L'évolution du nombre d'habitants est connue à travers les recensements de la population effectués dans le pays depuis 1821. Les recensements décennaux de la population permettent de caler les chiffres sur la composition de la population par sexe, âge, nationalité et commune de résidence. Entre deux recensements, la population au 1er janvier de l’année {\displaystyle x} est évaluée en ajoutant à la population au 1er janvier de l’année {\displaystyle x-1} les soldes naturel (naissances {\displaystyle -} décès) et migratoire (arrivées {\displaystyle -} départs) de l'année. La même méthode est appliquée pour la répartition par âge au 1er janvier et les effectifs totaux par nationalité. 
Au 1er janvier 2017,  comptait 1 303 habitants.
| 1821 | 1851  | 1871  | 1880  | 1890  | 1900  | 1910  | 1922  | 1930 |
| ---- | ----- | ----- | ----- | ----- | ----- | ----- | ----- | ---- |
| 825  | 1 058 | 1 065 | 1 099 | 1 136 | 1 096 | 1 074 | 1 099 | 997  |

| 1935 | 1947 | 1960 | 1970 | 1978 | 1979 | 1981 | 1983 | 1984 |
| ---- | ---- | ---- | ---- | ---- | ---- | ---- | ---- | ---- |
| 976  | 968  | 900  | 772  | 784  | 790  | 796  | 790  | 790  |

| 1985 | 1986 | 1987 | 1988 | 1989 | 1990 | 1991 | 1992 | 1993 |
| ---- | ---- | ---- | ---- | ---- | ---- | ---- | ---- | ---- |
| 810  | 810  | 850  | 852  | 836  | 853  | 836  | 855  | 839  |

| 1994 | 1995 | 1996 | 1997 | 1998 | 1999 | 2000 | 2001 | 2002 |
| ---- | ---- | ---- | ---- | ---- | ---- | ---- | ---- | ---- |
| 862  | 842  | 832  | 827  | 855  | 869  | 893  | 977  | 958  |

| 2003  | 2004  | 2005  | 2006  | 2007 | 2008  | 2009  | 2010  | 2011  |
| ----- | ----- | ----- | ----- | ---- | ----- | ----- | ----- | ----- |
| 1 000 | 1 037 | 1 032 | 1 026 | 990  | 1 019 | 1 022 | 1 047 | 1 065 |

| 2012  | 2013  | 2014  | 2015  | 2016  | 2017  | - | - | - |
| ----- | ----- | ----- | ----- | ----- | ----- | - | - | - |
| 1 103 | 1 181 | 1 212 | 1 243 | 1 283 | 1 303 | - | - | - |

Pour des raisons techniques, il est temporairement impossible d'afficher le graphique qui aurait dû être présenté ici.